# Vigna bosseri
Vigna bosseri är en ärtväxtart som beskrevs av Du Puy och Jean-Noël Labat. Vigna bosseri ingår i släktet vignabönor, och familjen ärtväxter. Inga underarter finns listade i Catalogue of Life.